# Beaufremont
Beaufremont là một xã, nằm ở tỉnh Vosges trong vùng Grand Est của Pháp. Xã này có diện tích 9,02 kilômét vuông, dân số năm 1999 là 77 người. Xã này nằm ở khu vực có độ cao trung bình 460 m trên mực nước biển.
Dân địa phương tiếng Pháp gọi là Beaufremontais.

## Biến động dân số
| 1962                                         | 1968 | 1975 | 1982 | 1990 | 1999 |
| -------------------------------------------- | ---- | ---- | ---- | ---- | ---- |
| 114                                          | 115  | 111  | 88   | 98   | 77   |
| Số liệu từ năm 1962: Dân số không tính trùng |      |      |      |      |      |